# Aage Roussell
Pour les articles homonymes, voir Roussell.
Aage Roussell, né le 27 octobre 1901 à Copenhague et mort à Frederiksberg le 9 juin 1972, est un architecte, archéologue, explorateur et historien danois.
Il est surtout connu pour son travail archéologique au Groenland dans les années 1920 et 1930, en particulier pour son travail sur les colonies noriques du Groenland médiéval.

## Biographie
Aage Roussell est le fils de Rudolf Christian Roussell (1859-1933) et de sa femme Sidse Hansine Nielsen (1868-1941). Il étudie au Sankt Andreas Kollegium d'Ordrup en 1919 et obtient un diplôme en philosophie de l'Université de Copenhague en 1920. Il est admis à l' Académie royale danoise des beaux-arts dont il sort diplômé en 1922.
Roussell participe à des expéditions archéologiques au Groenland en 1926, 1930, 1932, 1934, 1935 et 1937 et à une expédition en Islande en 1939. En 1926, Roussell et l'historien Poul Nørlund (1888-1951) déterrent 13 squelettes à Igaliku, dans le sud du Groenland. En 1932, il retourne au Groenland avec Eigil Knuth pour une fouille archéologique visant à étudier des sites de l'ère viking sur la côte ouest du Groenland. Roussel, Knuth et Nørlund reviennent au cours de l'été 1934, fouillant à nouveau les vieilles ruines norriques à Igaliku. Il revient de nouveau à l'été 1937 avec une expédition polonaise dans la région de Godthaab,.
Il devient ensuite inspecteur du Musée national du Danemark en 1937 et est, de 1949 à 1971, inspecteur en chef et chef de la collection médiévale. Il est l'auteur d'ouvrages dont Fermes et églises dans la colonie nordique médiévale du Groenland (1941) et contribue aussi à l'Encyclopédie arctique.
Pendant l'occupation allemande du Danemark, il participe activement au mouvement de résistance. En conséquence, en 1957, il est nommé directeur du nouveau Musée danois de la libération 1940-1945 (Frihedsmuseet), poste qu'il occupe jusqu'en 1971.